# Bellecour École
Bellecour École est un établissement privé d'enseignement supérieur fondé en 1937 à Lyon et spécialisé dans la formation aux métiers du design (architecture, graphisme), de l'animation (2D, 3D) et du jeu vidéo. L'établissement propose plusieurs types de formations, allant du Bac+3 au Bac+5.

## Histoire

### 1937-1970: de la Mode au Design
À l'origine destinée aux métiers de la Mode et du tissu, l'école s'ouvre à tous les champs des arts appliqués et du design dans les années 1970 : graphisme, produit et architecture d'intérieur.

### 1990: intégration du Numérique
L'établissement créé, dès la fin des années 1990, une section consacrée à l'infographie et la 3D pour ensuite lancer, dans les années 2000, un Pôle "Entertainment" autour des métiers de Animation (Animation 2D & 3D, 3D Art) et du Jeu Vidéo. Bellecour École fut aussi la première école française à ouvrir une formation Concept art.

### Depuis 2013: développement en réseaux
Depuis 2013, Bellecour École a rejoint le réseau des écoles françaises de cinéma d'animation (RECA) ainsi que la Fédération des Designers (Fédi). Fin 2019, Bellecour École a rejoint le groupe Galileo Global Education,.

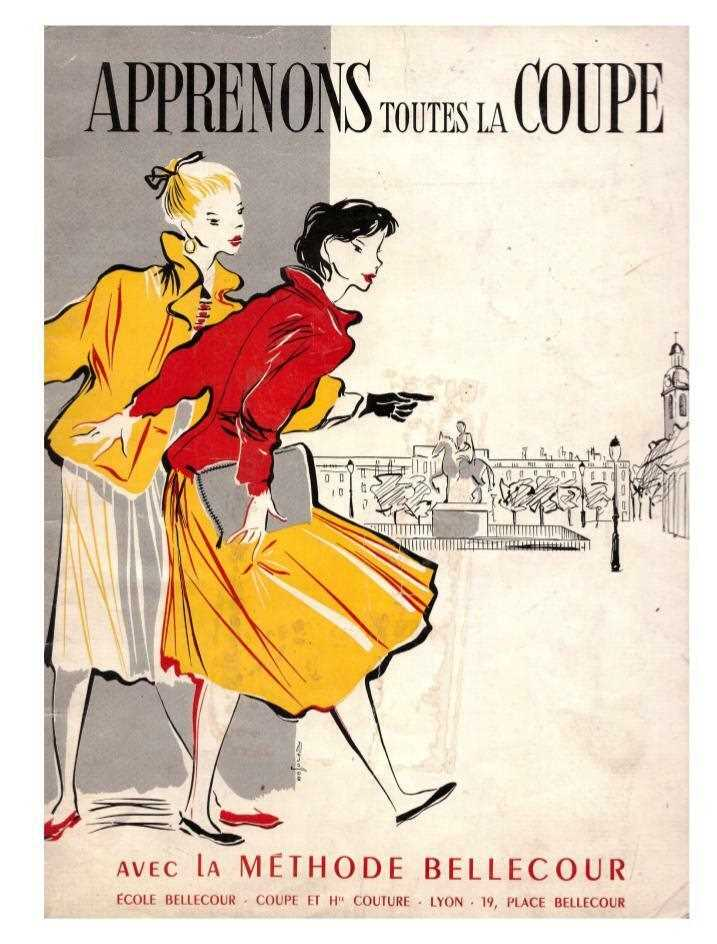
La "Méthode Bellecour", technique de découpe du début du XXème siècle.

## Formations

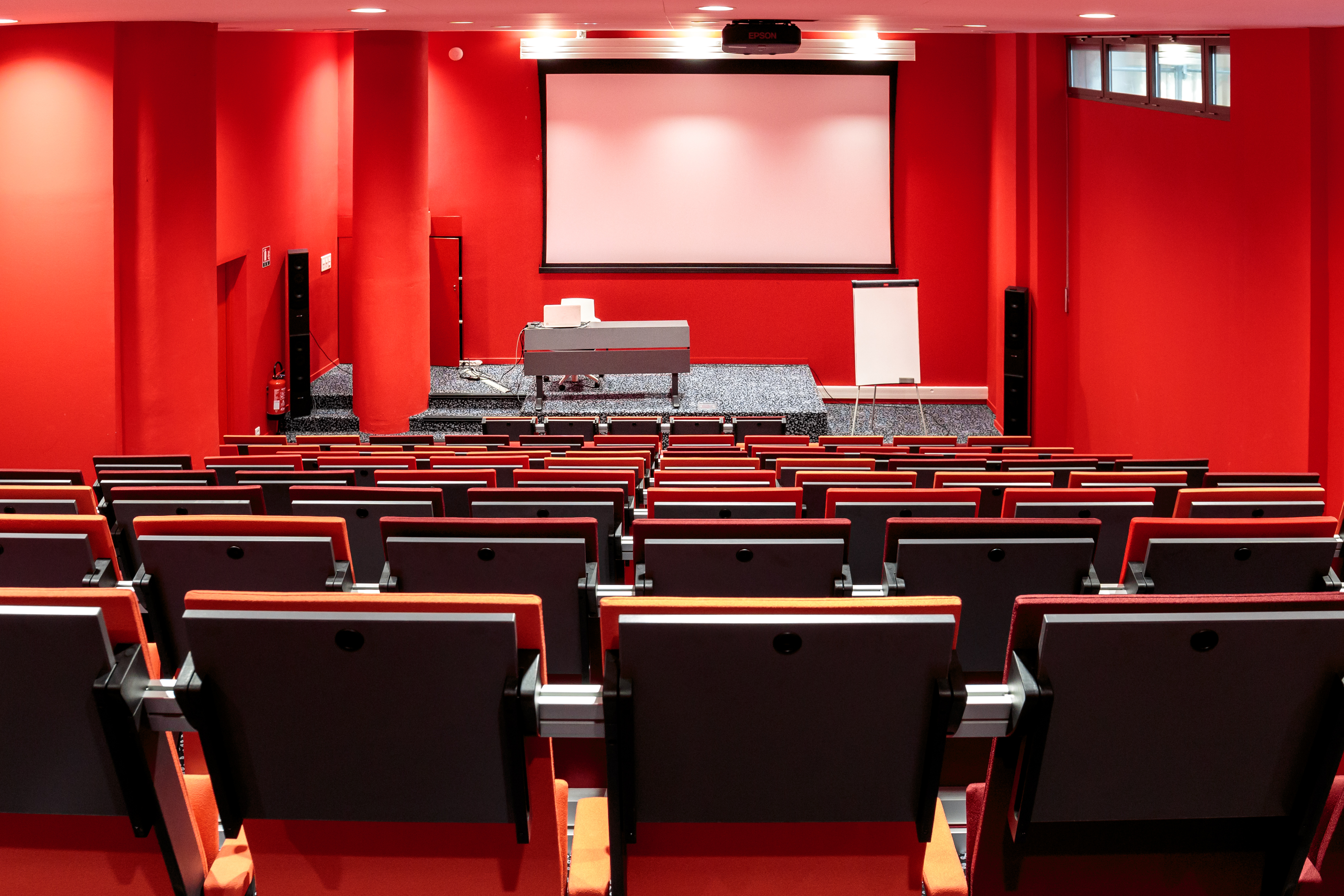
L'amphithéâtre de Bellecour École au campus Dauphin.

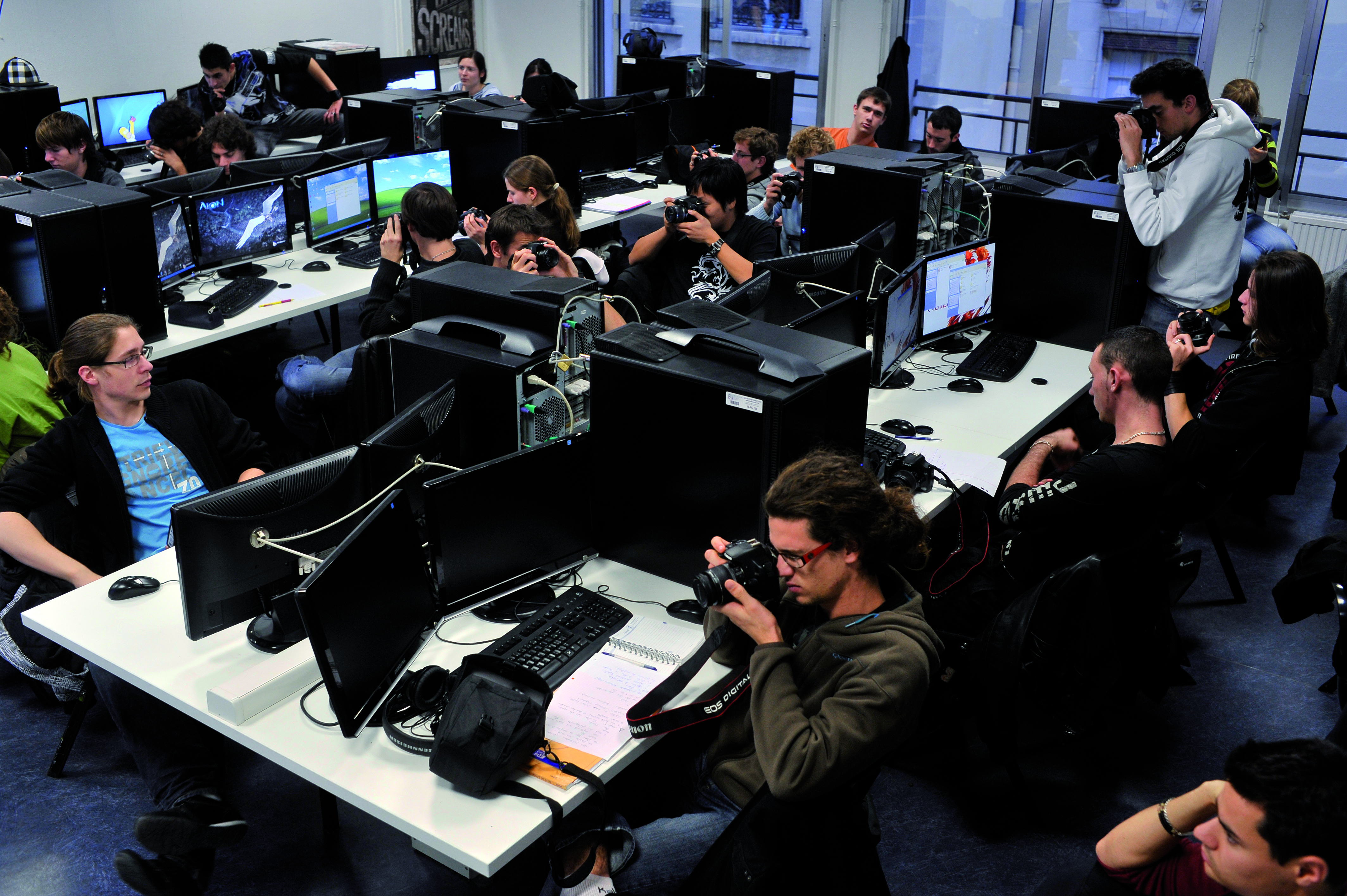
Étudiants de Bachelor Infographie 3D en salle informatique à Bellecour École

Bellecour École accueille plus de 900 étudiants encadrés par une équipe de plus de 180 professeurs et intervenants professionnels en activité. L'établissement propose des formations diplômantes de Bac à Bac+5, titrées au répertoire national des certifications professionnelles.

## Récompenses
Les courts-métrages réalisés par les étudiants du pôle « entertainment » durant leur scolarité ont remporté des prix à des concours et des festivals nationaux et internationaux : Monsterbox et Destiny, prix du public du concours Ganuta 2012.
En 2023, Bellecour École se place à la 19e place du Top 50 des écoles les plus créatives selon l'organisme The Rookies.

## Polémiques
(avril 2025).
Motif : Les articles cités ne remplissent pas les critères d'admissibilité de Wikipédia (qui requiert deux sources accessibles, alors qu'ici il n'y en a qu'une) et reposent sur des sources non-neutres, remettant en question le principe de neutralité.
- Archive Wikiwix
- Bing
- Cairn
- DuckDuckGo
- E. Universalis
- Gallica
- Google
- G. Books
- G. News
- G. Scholar
- Persée
- Qwant
- (zh) Baidu
- (ru) Yandex
- (wd) trouver des œuvres sur Wikidata

| 1. | Préciser le motif de la pose du bandeau. | Précisez le motif de la pose du bandeau en utilisant la syntaxe suivante : {{admissibilité à vérifier\|date=mai 2025\|motif=remplacez ce texte par le motif}}                        |
| 2. | Informer les utilisateurs concernés.     | Pensez à avertir le créateur de l'article, par exemple, en insérant le code ci-dessous sur sa page de discussion : {{subst:avertissement admissibilité à vérifier\|Bellecour École}} |

En avril 2021, Libération et Gamekult publient une enquête sur les écoles de jeu vidéo. Cet ensemble de 3 articles dénoncent la culture du surtravail,, le sexisme, le racisme, les violences sexuelles et l'amateurisme, de plusieurs établissements dont notamment Bellecour École.
Le mercredi 5 mars 2025, la journaliste Claire Marchal, révèle dans un livre enquête intitulé "Le Cube", les dérives du groupe Galileo Global Education et par extension Bellecour École. L'ancien directeur de département à Bellecour École, Thibault Catimel dénonce dans Tribune de Lyon le manque de personnel et d'accompagnement des élèves.